# Claas Guitars
Die Firma Claas Guitars, gegründet im Juni 2012, war eine Gitarrenbaufirma mit Sitz in Burgdorf, Niedersachsen, Deutschland. Der Betrieb wurde zum Ende Juli 2022 geschlossen. Alexander Claas war Gründer, Geschäftsführer und Gitarrenbauer. Claas Guitars baute E-Gitarren und E-Bässe und gehörte zu den Herstellern von Luxus-Instrumenten.

## Produkte

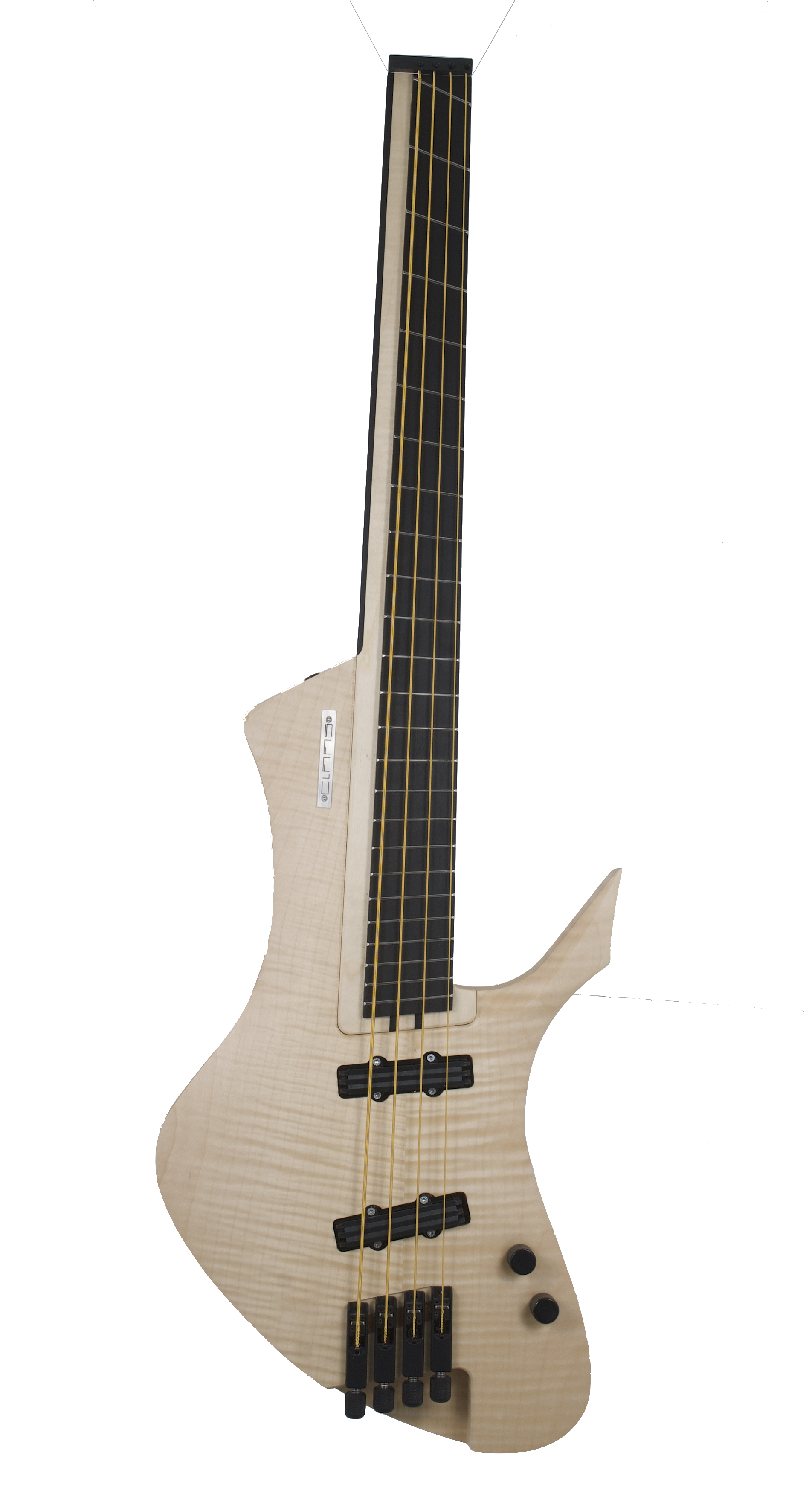
Claas Guitars Leviathan Bass 4-Saiter aus 2017

Die Produkte teilen sich in E-Gitarren und E-Bässe, wobei es zwei Modelle gibt: Die „Moby Dick“ und die „Leviathan“.
Die Firma begann als Custom Shop, das bedeutet, es wurden ausschließlich Einzelanfertigungen, vorrangig für Endkunden gebaut. Seit 2018 fertigt Claas Guitars eine Reihe von E-Gitarren und E-Bässen in Serie unter dem Label "Moby Dick Production Line" und verkauft sie über Händler.
In allen wiederkehrende Elemente der Instrumente sind das außergewöhnliche Design der Korpusformen, die extrem lange, in den Korpus hineinragende Halsverbindung und die besondere Halsverschraubung. Außerdem sind der überwiegende Anteil Headless-Instrumente, also Gitarren und Bässe ohne Kopfplatte, wobei die Saiten über spezielle Mechaniken am unteren Korpusende gestimmt werden.
Claas Guitars wirbt selber damit, dass die Instrumente den kulturellen „Wandel zu mehr Vielseitigkeit und höherem Anspruch erleben […] mitmachen“.